# La Fontaine-Saint-Martin
La Fontaine-Saint-Martin település Franciaországban, Sarthe megyében. Lakosainak száma 600 fő (2022. január 1.). La Fontaine-Saint-Martin Cérans-Foulletourte, Courcelles-la-Forêt, Ligron, Mézeray, Oizé és Saint-Jean-de-la-Motte községekkel határos.

## Népesség
A település népességének változása:
| Lakosok száma | 618  | 619  | 628  | 619  | 612  | 606  | 601  | 600  | 600  |
|               | 2013 | 2015 | 2016 | 2017 | 2018 | 2019 | 2020 | 2021 | 2022 |